# موسى حامادو دجينغاري
موسى حامادو دجينغاري (بالإنجليزية: Moussa Hamadou Djingarey)‏ (مواليد 9 يوليو 1973، زندر)، هُو مُخرج سينيمائي نيجري.

## وصلات خارجية
- موسى حامادو دجينغاري على موقع IMDb (الإنجليزية)